# Nowowola
Nowowola – wieś w Polsce położona w województwie podlaskim, w powiecie sokólskim, w gminie Janów.
Wieś królewska ekonomii grodzieńskiej położona była w końcu XVIII wieku  w powiecie grodzieńskim województwa trockiego.
W latach 1861-1915 istniała gmina Nowowola. W latach 1954–1959 wieś należała i była siedzibą władz gromady Nowowola, po jej zniesieniu w gromadzie Sokolany. W latach 1975–1998 miejscowość administracyjnie należała do województwa białostockiego.
Na terenie miejscowości znajduje się część Kopalni Surowców Mineralnych Racewo, należąca do HeidelbergCement.

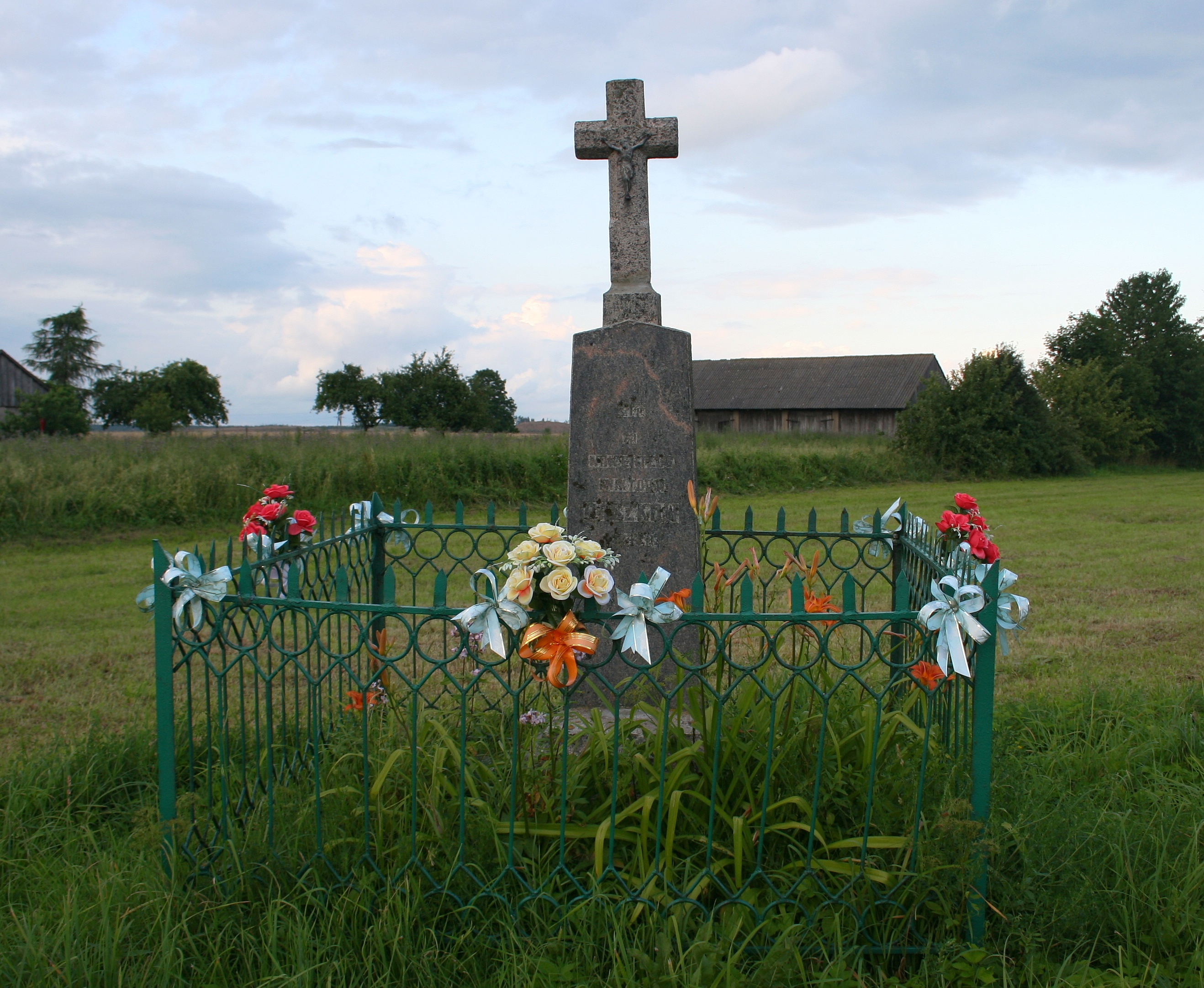
Jeden z przydrożnych krzyży w Nowowoli

W latach 1908–1914 w miejscowości funkcjonowała parafia prawosławna, wcześniej prawosławni mieszkańcy wsi podlegali pod parafię św. Aleksandra Newskiego w Sokółce. Obecnie we wsi znajduje się tylko jeden prawosławny obiekt sakralny – kaplica cmentarna pod wezwaniem Wszystkich Świętych, zbudowana w latach 70. XX w., należąca do parafii w Sokółce.
Wierni kościoła rzymskokatolickiego należą do parafii Matki Bożej Częstochowskiej i św. Kazimierza w Majewie lub do parafii Przemienienia Pańskiego w Sokolanach.